# Cyrix Cx486DLC

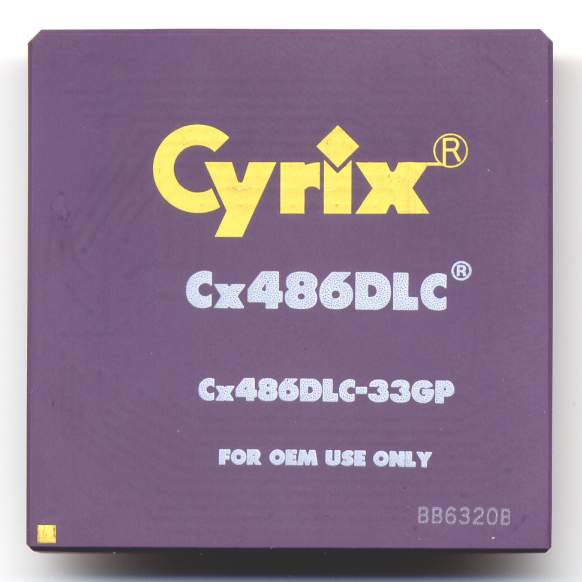
Cyrix Cx486DLC マイクロプロセッサ

Cyrix Cx486DLC は、サイリックスがリリースした初期の 486 プロセッサであり、インテルの i486SX 及び DX に対抗することを目的としていた。サイリックス向けに 486DLC を製造していたテキサス・インスツルメンツは、内部キャッシュを、オリジナルのサイリックスの設計の 1KiB から 8KiB に拡大したバージョンの、TI486SXL および倍速クロック版の TI486SXL2 をリリースした。
1992年に発表され、後に有名になった Cyrix Cx5x86 のように、Cx486DLC はハイブリッド CPU であった。前世代のソケットに接続しながら、新しい CPU （この場合は Intel 80486）の特徴を取り入れていた。Cx486DLC は 25, 33, 40 MHz のクロックで動作した。
486DLC は 486 の命令セットと 1KiB の L1キャッシュを追加した 386DX と考えることができる。前作の Cx486SLCと異なり、486DLC は 386DX バスを使う、完全な32ビットチップであった。386 や 486SX と同じように、内蔵の数値演算コプロセッサは持っていないが、486SX とは異なり、387DX または 互換のコプロセッサ（サイリックスは自社の 83D87 か 87DLC を推奨）を利用することができた。(いくつかの 486 ボートは 387 または 487 数値演算コプロセッサを利用することができるが、487 はメイン CPU の486SX の機能を停止するものであった。)より遅い386バスと、より小さな L1 キャッシュのため、486DLC は同じクロックの 486SX と競合することはできなかった。しかし、33MHz の 486DLC は、25Mhz の 486SX に対して、安価で同等の性能であり、安価な数値演算コプロセッサの追加によるアップグレードの可能性を提供した。
486SX を誇示する有名ブランドのコンピュータに対する 486DLC の優位性を、より小規模のメーカが PC 雑誌で宣伝していたが、実際のところ 486SX に対する 486DLC の唯一の優位性は安価な数値演算コプロセッサを追加できる能力であった。インテル 487「数値演算コプロセッサ」は、実際のところピンアウトの異なる 486DX であり、CPU を置き換えるもので、当初は 387 よりも数百ドル高価であった。
インテルの 486 シリーズの価格が下がるに従い、サイリックスは 486SLC や DLC CPU で競争することがますます困難になったことを知り、1993年に 486SX と DX に完全にピン互換のバージョンをリリースしなければならなかった。
486DLC は大規模な OEM に広がることはなかったが、ハードウェアマニアのコミュニティの間では、AMD 386DX-40 や Cx486DLC-33 が低コストで 486SX-25 と同等の性能であることが知られていて、わずかな性能向上が得られるため、386 CPU の置き換えとしても時々使用された。